# Barbançonne
Ne pas confondre avec Brabançonne
La Barbançonne (prononcé [baʁ.bɑ̃.sɔn]) est un ruisseau coulant dans le département de Seine-et-Marne, en région Île-de-France. C'est un affluent de l'Yerres en rive droite, donc un sous-affluent de la Seine.

## Géographie
De 12,10 km de longueur, elle est traversée par la route départementale 319 et la route départementale 471.

### Communes traversées
Dans le seul département de Seine-et-Marne, la Barbançonne traverse les six communes, de l'amont vers l'aval, de Chevry-Cossigny (source), Gretz-Armainvilliers, Presles-en-Brie, Grisy-Suisnes, Brie-Comte-Robert, Évry-Grégy-sur-Yerre.
Soit en termes de cantons, la Barbançonne prend source et conflue dans le même canton de Brie-Comte-Robert, mais traverse le canton de Tournan-en-Brie, le tout dans l'arrondissement de Melun.

### Bassin versant
La Barbançonne traverse une seule zone hydrographique 'L'Yerres du confluent du ru d'Avon (exclu) au confluent de la Barbançonne', inclus (F481) de 838 km2 de superficie.

## Affluents
La Barbançonne a un affluent référencé :
- le cours d'eau 01 de la commune de Presles-en-Brie, 1,37 km sur la seule commune de Presles-en-Brie.

Le Canal 01 de Cossigny, 2,65 km se jette dans La Barbanconne au niveau de la commune Chevry-Cossigny.
Donc son rang de Strahler est de deux.

## Hydrologie
Ruisseau a un débit souvent très faible. Le niveau est d'environ 30 cm et peut aller jusqu'à 70 cm lors des fortes pluies